# Johann Baptist Fischer (Naturforscher)
Johann Baptist Fischer (* 27. März 1803 in München; † 26. Mai 1832 in Leiden, Niederlande) war ein bayrischer, deutscher Arzt und Naturforscher. Sein botanisches Autorenkürzel lautet „J.B.Fisch.“, sein zoologisches „J.Fischer“

## Leben und Wirken
Johann Baptist Fischer schloss 1821 das (heutige) Wilhelmsgymnasium München ab.
Er war zunächst in Leipzig und Brüssel als Arzt tätig. Später wurde er Assistent des Botanikers Carl Ludwig Blume im ehemaligen Reichsherbarium  Brüssel, das wegen schwerer Unruhen im September 1830 nach Leiden in die Niederlande umziehen musste. 1826 begleitete er Blume auf eine Expedition nach Java, über die 1828 das Werk Flora Javae nec non insularum adjacentium entstand. 1832 starb er im Alter von nur 28 Jahren an einem Brustleiden. Neben der Botanik hatte Fischer ein besonderes Interesse an Säugetieren und so beschrieb er in seinem 1829 veröffentlichten Standardwerk Synopsis Mammalium zahlreiche neue Taxa, darunter den Flachstachelnasenbeutler (Echymipera kalubu), den Spornscheidenschwanz (Centronycteris maximiliani), den Nilgiri-Langur (Trachypithecus johnii), Akodon azarae, die heute ausgestorbene Martinique-Riesenreisratte (Megalomys desmarestii), die Jamaika-Ferkelratte (Geocapromys brownii), Pipistrellus rueppellii und das Graue Langohr (Plecotus austriacus).

## Schriften (Auswahl)
- Flora Javae nec non insularum adjacentium. J. Frank, Brüssel 1828–1851 (doi:10.5962/bhl.title.48445).